# 哈恩斯·克里斯蒂安·罗尔
哈恩斯·克里斯蒂安·罗尔（1961年—）是一位德国历史学家，出生于马尔堡，博士毕业于波恩大学，主要作品有《第三帝国的艺术博物馆：希特勒与“林茨特别任务”》（Das Braune Haus der Kunst. Hitler und der Sonderauftrag Linz）等。